# 瓦拉日丁足球俱乐部
瓦拉日丁足球俱乐部（NK Varaždin）是克罗地亚足球俱乐部，位于北部城市瓦拉日丁。球队主场是瓦特克斯体育场，可容纳10,000人。球隊已於2015年解散。

## 球队历史

### 南斯拉夫时期
俱乐部创建于1931年6月3日，当时叫做NK斯拉维亚 (NK Slavija)直到1941年。在第二次世界大战期间，俱乐部短暂的关闭过，1945年以NK塔克斯泰拉奇 (NK Tekstilac)名字重新开业，在1958年球队将队名更改为瓦特克斯，队名是来自瓦拉兹丁当地的一家布业制衣公司，这家公司赞助着球队直到2010年6月，由于财政问题停止赞助。俱乐部改名为瓦拉日丁。
俱乐部的首次成功可以追溯到1938年，球队参加了南斯拉夫王国的最高级别联赛。在南斯拉夫时期，球队在1961年闯入了南斯拉夫杯的决赛但是最终输给了马其顿的FK斯科普里瓦达。

### 克罗地亚时期
瓦拉日丁是1991年克罗地亚足球甲级联赛的创建球队，至今未能夺得联赛冠军头衔，但是始终是排名上游的球队，5次夺得克罗地亚杯亚军。1999年春天，球队在欧洲赛场上取得了非常不错的成绩，成功打入现以取消的欧洲优胜者杯四分之一决赛，最终被西甲RCD马洛卡所淘汰，此后在2001年球队再次进入了欧洲冠军杯赛场，被阿斯顿维拉所淘汰。